# Estonie aux Jeux olympiques d'été de 2024
L'Estonie participe aux Jeux olympiques de 2024 à Paris. Il s'agit de sa 13e participation à des Jeux olympiques d'été.
Le judoka Klen Kristofer Kaljulaid et l'archère Reena Pärnat (en) sont nommés porte-drapeaux de la délégation estonienne.

## Nombre d’athlètes qualifiés par sport
Voici la liste des qualifiés et sélectionnés estoniens par sport (remplaçants compris) :
| Sport         | Hommes | Femmes | Total |
| ------------- | ------ | ------ | ----- |
| Athlétisme    | 4      | 1      | 5     |
| Aviron        | 4      | 0      | 4     |
| Badminton     | 0      | 1      | 1     |
| Cyclisme      | 1      | 1      | 2     |
| Équitation    | 0      | 1      | 1     |
| Escrime       | 0      | 1      | 1     |
| Haltérophilie | 1      | 0      | 1     |
| Judo          | 1      | 0      | 1     |
| Lutte         | 1      | 0      | 1     |
| Natation      | 1      | 1      | 2     |
| Tir           | 2      | 0      | 2     |
| Tir à l'arc   | 0      | 1      | 1     |
| Voile         | 1      | 1      | 2     |
| Total         | 16     | 8      | 24    |

## Bilan général
| Sport         | Médaille d'or, Jeux olympiques | Médaille d'argent, Jeux olympiques | Médaille de bronze, Jeux olympiques | Total | Rang pays |
| ------------- | ------------------------------ | ---------------------------------- | ----------------------------------- | ----- | --------- |
| Athlétisme    |                                |                                    |                                     |       |           |
| Aviron        |                                |                                    |                                     |       |           |
| Badminton     |                                |                                    |                                     |       |           |
| Cyclisme      |                                |                                    |                                     |       |           |
| Équitation    |                                |                                    |                                     |       |           |
| Escrime       |                                |                                    |                                     |       |           |
| Haltérophilie |                                |                                    |                                     |       |           |
| Judo          |                                |                                    |                                     |       |           |
| Lutte         |                                |                                    |                                     |       |           |
| Natation      |                                |                                    |                                     |       |           |
| Tir           |                                |                                    |                                     |       |           |
| Tir à l'arc   |                                |                                    |                                     |       |           |
| Voile         |                                |                                    |                                     |       |           |
| Total         |                                |                                    |                                     |       |           |

| Jour       | Médaille d'or, Jeux olympiques | Médaille d'argent, Jeux olympiques | Médaille de bronze, Jeux olympiques | Total |
| ---------- | ------------------------------ | ---------------------------------- | ----------------------------------- | ----- |
| 26 juillet |                                |                                    |                                     |       |
| 27 juillet |                                |                                    |                                     |       |
| 28 juillet |                                |                                    |                                     |       |
| 29 juillet |                                |                                    |                                     |       |
| 30 juillet |                                |                                    |                                     |       |
| 31 juillet |                                |                                    |                                     |       |
| 1er août   |                                |                                    |                                     |       |
| 2 août     |                                |                                    |                                     |       |
| 3 août     |                                |                                    |                                     |       |
| 4 août     |                                |                                    |                                     |       |
| 5 août     |                                |                                    |                                     |       |
| 6 août     |                                |                                    |                                     |       |
| 7 août     |                                |                                    |                                     |       |
| 8 août     |                                |                                    |                                     |       |
| 9 août     |                                |                                    |                                     |       |
| 10 août    |                                |                                    |                                     |       |
| 11 août    |                                |                                    |                                     |       |
| Total      |                                |                                    |                                     |       |

| Sexe   | Médaille d'or, Jeux olympiques | Médaille d'argent, Jeux olympiques | Médaille de bronze, Jeux olympiques | Total |
| ------ | ------------------------------ | ---------------------------------- | ----------------------------------- | ----- |
| Hommes |                                |                                    |                                     |       |
| Femmes |                                |                                    |                                     |       |
| Mixte  |                                |                                    |                                     |       |
| Total  |                                |                                    |                                     |       |

## Médaillés
| Sport | Discipline | Athlète(s) | Performance | Date |
| ----- | ---------- | ---------- | ----------- | ---- |
|       |            |            |             |      |

| Sport | Discipline | Athlète(s) | Performance | Date |
| ----- | ---------- | ---------- | ----------- | ---- |
|       |            |            |             |      |

| Sport | Discipline | Athlète(s) | Performance | Date |
| ----- | ---------- | ---------- | ----------- | ---- |
|       |            |            |             |      |

## Résultats

### Athlétisme

#### Hommes
| Athlètes    | Épreuve     | Premier tour (ou tour préliminaire) | Premier tour (ou tour préliminaire) | Repêchage (ou premier tour) | Repêchage (ou premier tour) | Demi-finales | Demi-finales | Finale | Finale |
| Athlètes    | Épreuve     | Temps                               | Rang                                | Temps                       | Rang                        | Temps        | Rang         | Temps  | Rang   |
| ----------- | ----------- | ----------------------------------- | ----------------------------------- | --------------------------- | --------------------------- | ------------ | ------------ | ------ | ------ |
| Rasmus Mägi | 400 m haies |                                     | e                                   |                             | e                           |              | e            |        | e      |

| Athlètes      | Épreuve  | 100 m | SL | LP | SH | 400 m | 110 m H | LD | SP | LJ | 1 500 m | Total | Rang |
| ------------- | -------- | ----- | -- | -- | -- | ----- | ------- | -- | -- | -- | ------- | ----- | ---- |
| Karel Tilga   | Résultat |       | m  | m  | m  |       |         | m  | m  | m  |         |       | e    |
| Karel Tilga   | Points   |       |    |    |    |       |         |    |    |    |         |       | e    |
| Janek Õiglane | Résultat |       | m  | m  | m  |       |         | m  | m  | m  |         |       | e    |
| Janek Õiglane | Points   |       |    |    |    |       |         |    |    |    |         |       | e    |
| Johannes Erm  | Résultat |       | m  | m  | m  |       |         | m  | m  | m  |         |       | e    |
| Johannes Erm  | Points   |       |    |    |    |       |         |    |    |    |         |       | e    |

#### Femmes
| Athlètes              | Épreuve         | Qualification | Qualification | Finale      | Finale |
| Athlètes              | Épreuve         | Performance   | Rang          | Performance | Rang   |
| --------------------- | --------------- | ------------- | ------------- | ----------- | ------ |
| Elisabeth Pihela (en) | Saut en hauteur | m             | e             | m           | e      |

### Aviron
| Athlètes                                                 | Compétition      | Série | Série | Repêchage | Repêchage | Quart de finale | Quart de finale | Demi-finale | Demi-finale | Finale | Finale |
| Athlètes                                                 | Compétition      | Temps | Rang  | Temps     | Rang      | Temps           | Rang            | Temps       | Rang        | Temps  | Rang   |
| -------------------------------------------------------- | ---------------- | ----- | ----- | --------- | --------- | --------------- | --------------- | ----------- | ----------- | ------ | ------ |
| Tõnu Endrekson Allar Raja Johann Poolak Mikhail Kushteyn | Quatre de couple |       | e     |           | e         | Non disputé     | Non disputé     | Non disputé | Non disputé |        | e      |

### Badminton
| Athlètes           | Compétition  | Phase de groupes                    | Phase de groupes       | Phase de groupes | Phase de groupes | 1/8e de finale   | Quarts de finale | Demi-finales     | Finale / 3e place | Finale / 3e place |
| Athlètes           | Compétition  | Adversaire Score                    | Adversaire Score       | Adversaire Score | Rang             | Adversaire Score | Adversaire Score | Adversaire Score | Adversaire Score  | Rang              |
| ------------------ | ------------ | ----------------------------------- | ---------------------- | ---------------- | ---------------- | ---------------- | ---------------- | ---------------- | ----------------- | ----------------- |
| Kristin Kuuba (en) | Simple dames | Fathimath Nabaaha Abdul Razzaq (en) | Pusarla Venkata Sindhu | Non disputé      | e du gr. ...     |                  |                  |                  |                   |                   |

### Cyclisme

#### Route
| Athlète       | Compétition     | Temps | Rang |
| ------------- | --------------- | ----- | ---- |
| Madis Mihkels | Course en ligne |       | e    |

#### VTT
| Athlète          | Compétition | Temps | Rang |
| ---------------- | ----------- | ----- | ---- |
| Janika Lõiv (en) | Femmes      |       | e    |

### Équitation
| Athlète     | Cheval | Compétition | Qualification | Qualification | Qualification | Qualification | Qualification | Finale    | Finale    | Finale    | Finale | Finale |
| Athlète     | Cheval | Compétition | Pénalités     | Pénalités     | Pénalités     | Temps         | Rang          | Pénalités | Pénalités | Pénalités | Temps  | Rang   |
| Athlète     | Cheval | Compétition | Saut          | Temps         | Total         | Temps         | Rang          | Saut      | Temps     | Total     | Temps  | Rang   |
| ----------- | ------ | ----------- | ------------- | ------------- | ------------- | ------------- | ------------- | --------- | --------- | --------- | ------ | ------ |
| My Relander |        | Individuel  |               |               |               |               | e             |           |           |           |        | e      |

### Escrime
| Athlète       | Compétition       | 1/32 de finale   | Seizièmes de finale | Huitièmes de finale   | Quarts de finale        | Demi-finales / Classement | Finale / Classement  | Rang |
| Athlète       | Compétition       | Adversaire Score | Adversaire Score    | Adversaire Score      | Adversaire Score        | Adversaire Score          | Adversaire Score     | Rang |
| ------------- | ----------------- | ---------------- | ------------------- | --------------------- | ----------------------- | ------------------------- | -------------------- | ---- |
| Nelli Differt | Épée individuelle | Exemptée         | Kang Victoire 14-13 | Klasik Victoire 11-10 | Santuccio Victoire 10-9 | Kong Défaite 11-15        | Muhari Défaite 14-15 | 4e   |

### Haltérophilie
| Athlète        | Compétition    | Arraché  | Arraché | Épaulé-jeté | Épaulé-jeté | Total | Rang |
| Athlète        | Compétition    | Résultat | Rang    | Résultat    | Rang        | Total | Rang |
| -------------- | -------------- | -------- | ------- | ----------- | ----------- | ----- | ---- |
| Mart Seim (en) | Plus de 102 kg | kg       | e       | kg          | e           | kg    | e    |

### Judo
| Athlète                  | Compétition    | 1er tour            | 2e tour             | Quart de finale     | Demi-finale         | Repêchage           | Finale / CB         | Rang |
| Athlète                  | Compétition    | Adversaire Résultat | Adversaire Résultat | Adversaire Résultat | Adversaire Résultat | Adversaire Résultat | Adversaire Résultat | Rang |
| ------------------------ | -------------- | ------------------- | ------------------- | ------------------- | ------------------- | ------------------- | ------------------- | ---- |
| Klen Kristofer Kaljulaid | Moins de 90 kg |                     |                     |                     |                     |                     |                     | e    |

### Lutte
| Athlète    | Compétition     | Huitièmes de finale | Quart de finale     | Demi-finale         | Repêchage           | Finale / CB         | Rang |
| Athlète    | Compétition     | Adversaire Résultat | Adversaire Résultat | Adversaire Résultat | Adversaire Résultat | Adversaire Résultat | Rang |
| ---------- | --------------- | ------------------- | ------------------- | ------------------- | ------------------- | ------------------- | ---- |
| Heiki Nabi | Moins de 130 kg |                     |                     |                     |                     |                     | e    |

### Natation
| Athlète     | Épreuve        | Séries | Séries | Demi-finales | Demi-finales | Finale | Finale |
| Athlète     | Épreuve        | Temps  | Rang   | Temps        | Rang         | Temps  | Rang   |
| ----------- | -------------- | ------ | ------ | ------------ | ------------ | ------ | ------ |
| Kregor Zirk | 200 m papillon |        | e      |              | e            |        | e      |

| Athlète        | Épreuve      | Séries | Séries | Demi-finales | Demi-finales | Finale | Finale |
| Athlète        | Épreuve      | Temps  | Rang   | Temps        | Rang         | Temps  | Rang   |
| -------------- | ------------ | ------ | ------ | ------------ | ------------ | ------ | ------ |
| Eneli Jefimova | 100 m brasse |        | e      |              | e            |        | e      |

### Tir
| Tireurs           | Compétition                | Qualification | Qualification | Finale | Finale |
| Tireurs           | Compétition                | Points        | Rang          | Points | Rang   |
| ----------------- | -------------------------- | ------------- | ------------- | ------ | ------ |
| Peeter Olesk (en) | Pistolet à 25 m tir rapide |               | e             |        | e      |
| Peeter Jürisson   | Skeet                      |               | e             |        | e      |

### Tir à l'arc
| Athlète           | Compétition | Tour préliminaire | Tour préliminaire | 1/32e de finale  | 1/16e de finale  | 1/8e de finale   | Quart de finale  | Demi-finale      | Finale / MB      | Rang |
| Athlète           | Compétition | Score             | Rang              | Adversaire Score | Adversaire Score | Adversaire Score | Adversaire Score | Adversaire Score | Adversaire Score | Rang |
| ----------------- | ----------- | ----------------- | ----------------- | ---------------- | ---------------- | ---------------- | ---------------- | ---------------- | ---------------- | ---- |
| Reena Pärnat (en) | Femmes      |                   | e                 |                  |                  |                  |                  |                  |                  | e    |

### Voile
Nota : le résultat barré est le plus mauvais de l’athlète concerné. Il n’est pas pris en compte dans le total.
| Athlètes               | Compétition | Régates | Régates | Régates | Régates | Régates | Régates | Régates | Régates | Régates | Régates | Régates     | Régates     | Régates | Total net | Classement |
| Athlètes               | Compétition | 1       | 2       | 3       | 4       | 5       | 6       | 7       | 8       | 9       | 10      | 11          | 12          | CM      | Total net | Classement |
| ---------------------- | ----------- | ------- | ------- | ------- | ------- | ------- | ------- | ------- | ------- | ------- | ------- | ----------- | ----------- | ------- | --------- | ---------- |
| Karl-Martin Rammo (en) | Laser       |         |         |         |         |         |         |         |         |         |         | non disputé | non disputé |         |           | e          |

| Athlètes           | Compétition | Régates | Régates | Régates | Régates | Régates | Régates | Régates | Régates | Régates | Régates | Régates | Régates | Régates | Total net | Classement |
| Athlètes           | Compétition | 1       | 2       | 3       | 4       | 5       | 6       | 7       | 8       | 9       | 10      | 11      | 12      | CM      | Total net | Classement |
| ------------------ | ----------- | ------- | ------- | ------- | ------- | ------- | ------- | ------- | ------- | ------- | ------- | ------- | ------- | ------- | --------- | ---------- |
| Ingrid Puusta (en) | IQFoil      |         |         |         |         |         |         |         |         |         |         |         |         |         |           | e          |